# Avinesh Austin
Avinesh Austin (* 22. Dezember 2002) ist ein malaysischer Mittelstreckenläufer, der sich auf den 800-Meter-Lauf spezialisiert hat.

## Sportliche Laufbahn
Erste internationale Erfahrungen sammelte Avinesh Austin im Jahr 2022, als er bei den Südostasienspielen in Hanoi in 1:56,97 min den vierten Platz im 800-Meter-Lauf belegte. Im Jahr darauf schied er bei den Asienmeisterschaften in Bangkok mit 1:55,29 min im Vorlauf aus.
2022 wurde Austin malaysischer Meister im 800-Meter-Lauf.

## Persönliche Bestleistungen
- 800 Meter: 1:50,48 min, 6. März 2022 in Kuala Lumpur